# Футикс
Футикс (франц. Footix) је маскота Светског првенства у фудбалу, одржаног 1998. године у Француској. Маскоту антропоморфног петла, који репрезентује Француску је осмислио Фабрис Пијал. Тело му је плаво (као дрес француске фудбалске репрезентације), кљун жут, а глава и креста црвене боје.

## Име
Његово име је сложеница изведена од почетних слова речи фудбал, а други део речи је омаж стрип јунаку Астериксу, чије се име завршава на „икс“, као и свим галима. Ово име је изгласано 27. новембра 1996. године од стране Француза, освојивши 47% гласова, од укупно 18.500 гласова. Друга имена која су била у понуди су: Галик, Хупи, Рафи и Зимбо. 

## Пријем
Успех ове маскоте је био јако велики, његов лик се појавио на телефонским картицама, привесцима и другим производима. Међутим, након победе Француске на Светском првенству, израз футикс је у Француској добио пежуративно значење за навијача који навија за тим који побеђује. Овај термин се користи и у другим спортовима, као на пример баскетикс у кошарци.
Маскота Светског првенства у фудбалу у женској категорији, које је одржано 2019. године, била је „кокошка" Ети, која је приказана као Футиксова ћерка.